# المرسوم بشأن نظام الحكم في روسيا (1918)
كان المرسوم بشأن نظام الحكم في روسيا دستورًا جديدًا أُعلن في عام 1918 في روسيا خلال الثورة الروسية عام 1917 خلال فترة الخمسة أشهر بين سقوط حكومة ألكساندر كيرنسكي والإعلان الرسمي لجمهورية روسيا الاتحادية الاشتراكية السوفيتية. أُعلن المرسوم رسميًا في 19 يناير 1918 عندما قامت الجمعية التأسيسية الروسية المنتخبة ديمقراطيًا بصياغة واعتماد «القرار بشأن شكل حكومة روسيا» معلنة أن روسيا جمهورية ديمقراطية اتحادية تسمى «جمهورية روسيا الاتحادية الديمقراطية». ومع ذلك، تم حل الجمعية في نفس اليوم من قبل اللجنة التنفيذية المركزية لعموم روسيا، مما يعني أن الإعلان لم ينفذ.

## الهيكل الحكومي
وفقًا للدستور، تم إعلان روسيا جمهورية اتحادية ديمقراطية. لقد كانت الركيزة الأساسية للدولة الديمقراطية التمثيلية ودولة اتحادية وطنية وإقليمية لأقاليم تتمتع بالحكم الذاتي. كان هذا على النقيض من مشروع الدستور الديسمبري الذي اقترح ملكية دستورية اتحادية على أساس اقتصادي. ولأول مرة، كان الهيكل الوحدوي لروسيا قد تم إلغاؤه رسميًا وأعلنت البلاد اتحادًا، مما يمثل بداية الفترة الاتحادية في التاريخ الروسي.

### الحقوق والواجبات المدنية
يمنح الدستور حق الاقتراع العام لجميع مواطني الجمهورية الذين تتراوح أعمارهم بين 20 عامًا أو أكبر. كان هذا أقل من خمس سنوات في الإمبراطورية الروسية السابقة. 
معظم الواجبات المدنية، مثل التجنيد والضرائب، كانت موروثة من تشريع الإمبراطورية الروسية.

### حاكم الدولة
كان رئيس الدولة هو رئيس الجمهورية الاتحادية الديمقراطية الروسية، وتم انتخابه لمدة عام واحد بأغلبية الأصوات في البرلمان الذي ضم نواب المجلسين. كانت الصلاحيات الرئاسية مطابقة تقريبًا لسلطات الإمبراطور وهي:  
- تعيين العديد من المسؤولين الحكوميين وعزلهم من مناصبهم؛
- القائد الأعلى للجيش الروسي؛
- القرارات المتعلقة بالسياسة الخارجية لروسيا؛
- الحق في اقتراح القوانين؛
- السيطرة على عضو الهياكل الحكومية وعمله؛ [بحاجة لتوضيح]
- السيطرة على إنفاذ القانون؛
- ممارسة ومراقبة الإدارة في روسيا.

كان الرئيس مسؤولًا عن عمله أمام البرلمان. تم استخدام نهج مشابه للسلطة الرئاسية، أطلق عليه اسم Ersatzkaiser، فيما بعد في الدستور الألماني لعام 1919. 
بسبب إلغاء الدستور، لم ينتخب أي شخص لهذا المنصب.

### التشريع
وفقًا للمسودة النهائية للدستور، التي تم تبنيها في باريس في 20 يناير 1920، كان من المفترض أن يتولى السلطة التشريعية برلمان من مجلسين. سيُشكل مجلس الدولة لجمهورية روسيا الاتحادية الديمقراطية مجلسًا أعلى، الذي سينتخب من قبل الهيئات التشريعية الإقليمية حين أن مجلس الدوما في جمهورية روسيا الاتحادية الديمقراطية سيشكل مجلسًا أدنى وسينتخب مباشرة من قبل مواطني الجمهورية.
تم تخصيص السلطات التأسيسية لوضع دستور جديد وتغيير نوع الحكومة إلى الجمعية التأسيسية الروسية.